# H. Dieter Dahlhoff

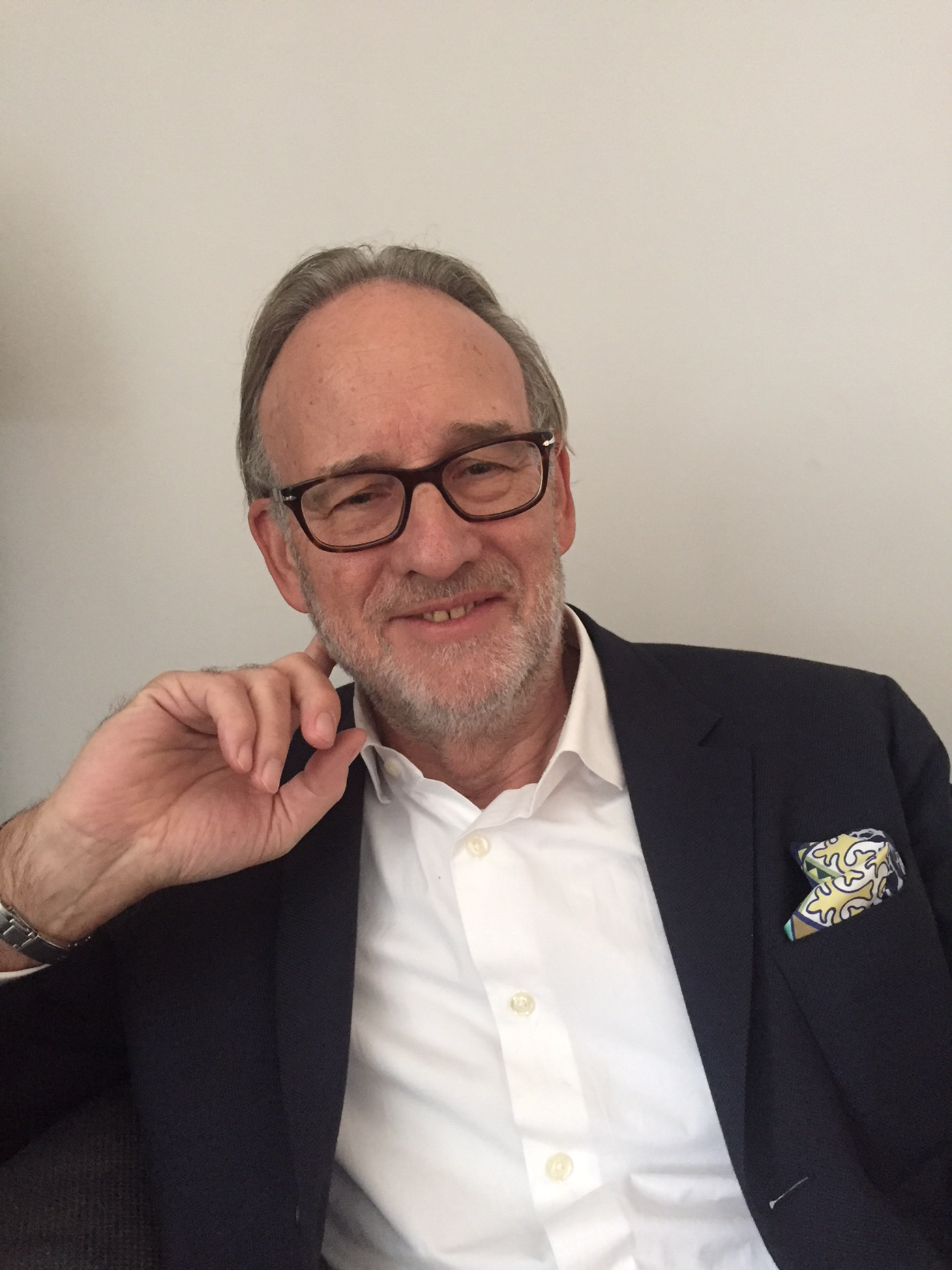
H. Dieter Dahlhoff (2019)

H. Dieter Dahlhoff ist ein deutscher Universitätsprofessor für Betriebswirtschaftslehre an der Universität Kassel.

## Leben
H. Dieter Dahlhoff studierte Betriebswirtschaftslehre und Psychologie an der Universität Münster. Im Anschluss war er Marketing-Trainee und Junior-Produkt-Manager für Persil bei Henkel. Als Assistent von Heribert Meffert arbeitete er danach am Institut für Marketing der Universität Münster und führte seine Promotion zum Thema Kaufentscheidungsprozesse von Familien durch. Weitergehende Marketingerfahrungen sammelte er in verschiedenen Top-Management-Positionen des internationalen Marketing, bei Agentur, Medien und Markenartiklern. Bei Team/BBDO führte er als Mitglied der Geschäftsleitung eine Unit; im Hause von General Motors / Adam Opel AG entwickelte er als langjähriger Marketing- und Vertriebsdirektor die erfolgreiche Neuorientierung des Unternehmens zum Markt; für SAT1 Satelliten Fernseh GmbH war er als Geschäftsführer tätig und als Markenvorstand sowie Generalbevollmächtigter und Mitglied der Konzernleitung der Volkswagen AG verantwortete er das weltweite Marketing des Volkswagen-Konzerns und das gesamte operative Marketing der Marke Volkswagen. Als Global Head Corporate Communications Deutsche Bank (mit Berichtslinie an den Vorstandssprecher) zeichnete er für die erfolgreiche Reorganisation der Bereiche Internal Communications, e-Communications and Public Relations als Interims-Manager verantwortlich.

## Lehre
H. Dieter Dahlhoff hat seit dem Sommersemester 2006 den SVI-Stiftungslehrstuhl Kommunikations- und Medienmanagement im Fachbereich Wirtschaftswissenschaften an der Universität Kassel inne. Er ist im DMCC-Dialog Marketing Competence Center aktiv und vertritt dort besonders die Aspekte des Kultur-, Automobil- sowie Finanzmanagements.
Er ist Honorarprofessor für Automobilmanagement und im Masterprogramm „Automotive Management“ für die Module „Distribution Channels“ und „Dealership Management“ am AIM Automotive Institute for Management der EBS Business School in Oestrich-Winkel tätig. Weiterhin unterrichtete er u. a. an der Donau-Universität Krems Internationales Management und war an den Hochschulen Westfälische Wilhelms-Universität Münster, TUM Technische Universität Münster, IMEDE Lausanne sowie der Universität St. Gallen lehrend tätig.

## Forschungsfelder
Die Forschungsfelder von H. Dieter Dahlhoff sind die Gebiete des übergeordneten marktorientierten Managements, des Vertriebsmanagements, der Markt- und Unternehmenskommunikation sowie deren effiziente Integration mit besonderer Berücksichtigung der Dialog-Perspektive und des Relationship-Management. Er fokussiert dabei die Branchen der Automobil- und Medien-Industrie und die Finanzbranche.
Weiterhin fokussiert er auf die betriebswirtschaftlichen und marketingbezogenen Aspekte zur zeitgenössischen Kunst (Contemporary Art). Die Verhaltensweisen von Sammlern, Galerien, Auktionshäusern und weiteren Akteuren im Markt der zeitgenössischen Kunst stehen dabei im Mittelpunkt. In der Schnittstelle zwischen strategischer Konzeption und deren Operationalisierung besteht seine Expertise.

## Auszeichnungen
Für seine praktische Tätigkeit erhielt er sechs Effies (Gold) als Preise für effiziente Werbung, die Goldmedaille des Art Directors Club und wurde 1990 als „Marketing-Mann des Jahres“ ausgezeichnet.

## Jurys / Beiräte / Organisationen
- H. Dieter Dahlhoff ist und war Mitglied in verschiedenen Jurys und Beiräten (u. a. „Deutsche Marketing Vereinigung für den Deutschen Marketingpreis“; dem „Deutschen Sponsoring Preis“ und der „EFFIE-Jury der GWA“).
- Seit 2009 ist er gewählter Präsident der DWG, Deutsche Werbewissenschaftliche Gesellschaft e. V. und wurde 2024 erneut gewählt.[6][7]
- An der Fachhochschule Gelsenkirchen / Recklinghausen begründete er als Direktor das Institut CAR – Center of Automotive Research.
- Gegründet wurde von ihm das „ICW – Internationales Centrum für Werbe- und Mediaforschung“ (Hamburg).
- Er ist Gründer der Beratungsgesellschaft DDC Management Consultants GmbH (Hamburg).
- Als Coach unterstützte er namhafte Manager und Unternehmer international tätiger Unternehmen.
- Dahlhoff war Mitglied des Kuratoriums der Stiftung Louisenlund.[8]
- Er unterstützt Museen, Kunstinstitutionen und verschiedene Fördergesellschaften aus dem Bereich der contemporary art.
- Als Juror wirkt er in den Jurys des DWG Master Awards und des Markenpreises der GEM (Gesellschaft zur Erforschung des Markenwesens e.V.)
- Dahlhoff ist Mitglied der TIAMSA (The International Art Market Science Association)

## Veröffentlichungen (Auszug)
- H. D. Dahlhoff: Die DWG Deutsche Werbewissenschaftliche Gesellschaft e.V. - Reflexionen zu Herkunft, Gegenwart und Zukunft, in: transfer - Zeitschrift für Kommunikation und Markenmanagement. 03-2024
- H. D. Dahlhoff: Standpunkt: Werbebeschränkungen und Werbewirtschaft. In: transfer – Werbeforschung & Praxis. Zeitschrift für Kommunikation und Markenmanagement. 02-2023
- H. D. Dahlhoff: Markt und Marketing der Contemporary Art - Accrochages und Arrondiertes. 1. Aufl. 2021. Bibliographie. Springer-Verlag GmbH.
- H. D. Dahlhoff: Deutsche Werbewissenschaftliche Gesellschaft e. V. – Rückschau und Zukunft. In: transfer – Werbeforschung & Praxis. Zeitschrift für Kommunikation und Markenmanagement. 02/2019, ISSN 1436-798X, S. 6–14.
- H. D. Dahlhoff: Zukunftsorientierung der Marktkommunikation. In: transfer – Werbeforschung & Praxis. Zeitschrift für Kommunikation und Markenmanagement. 02/2019, ISSN 1436-798X, S. 16–17.
- H. D. Dahlhoff, S. Szabo-Halfar, J. Odyja: Basisaspekte des Kunstmarktes unter besonderer Berücksichtigung der „Contemporary Art“ aus der Sicht der Marketingdisziplin. In: H. D. Dahlhoff, A. Mann, R. Wagner (Hrsg.): DMCC Workingpaper, Nr. 15. Kassel 2015, ISSN 1868-9299
- H. D. Dahlhoff, J. Eickhoff: Automobilvertrieb und -handel markengerecht steuern. In: R. Esch (Hrsg.): Strategie und Technik des Automobilmarketing. Wiesbaden 2013, S. 217–235.
- H. D. Dahlhoff, T. Schäfers: Beziehungen zum Kunden gestalten. In: R. Esch (Hrsg.): Strategie und Technik des Automobilmarketing. Wiesbaden 2013, S. 238–267.
- H. D. Dahlhoff, T. Schäfers: Mobilitätsdienstleistungen als Ergänzung zum Ownership Lifecycle. In: ZfAW – Zeitschrift für die gesamte Wertschöpfungskette Automobilwirtschaft. 03/2012, S. 14–20.
- H. D. Dahlhoff, S. Szabo: Place Branding für die documenta-Stadt Kassel. In: Public Marketing Heft. 9/10 2010, S. 44–47.
- H. D. Dahlhoff, E. Korzen: Dialogkommunikation für automobile Finanzdienstleistungen. In: F. Stenner (Hrsg.): Handbuch Automobilbanken. Berlin/Heidelberg 2009, S. 249–263.
- H. D. Dahlhoff: Sport-Sponsoring – Professionelles Engagement zur Neupositionierung der Marke Opel. In: Manfred Bruhn (Hrsg.): Sport-Sponsoring – Strategische Verklammerung in die Unternehmenskommunikation. Bonn 1988, S. 53–82.